# Друзья Питера
«Друзья Питера» (англ. Peter's Friends) — комедия 1992 года режиссёра Кеннета Браны.

## Сюжет
Шестеро друзей — выпускников Кембриджа 1982 года —  встречаются 10 лет спустя. Питер наследует большое поместье от отца, и приглашает других провести Новый год с ним. Много изменений произошло в жизнях друзей, но самый тёмный секрет открывает сам Питер…

## В ролях
- Хью Лори — Роджер Чарльстон
- Кеннет Брана — Эндрю Бенсон
- Стивен Фрай — Питер Мортон
- Эмма Томпсон — Мэгги Честер
- Альфонсия Эммануель — Сара Джонсон
- Имельда Стонтон — Мэри Чарльстон
- Филлида Ло — Вера
- Рита Раднер — Кэрол Бенсон
- Тони Слеттери — Брайан
- Алекс Лоу — Пол

## Награды и номинации
- 1993 — награда Evening Standard British Film Awards в номинации «Лучшая актриса» (Эмма Томпсон)
- 1993 — приз Peter Sellers Award for Comedy
- 1994 — номинация на премию «Гойя» в категории «Лучший европейский фильм»